# Mireia Grau Creus
Mireia Grau Creus (1969) és una politòloga catalana, membre del l'Institut d'Estudis Catalans.
És llicenciada en ciències polítiques i sociologia per la Universitat Autònoma de Barcelona. Doctora en Ciències Polítiques i Socials per l'Institut Universitari Europeu de Florència. Va completar els seus estudis amb un diploma d’estudis polítics per l'Institut d’Études Politiques de Grenoble de la Universitat Pierre Mendès.
És professora titular de Ciència Política i de l’Administració. També ha estat professora de Ciència Política a la Universitat de Múrcia, professora visitant a la KU Leuven i ha impartit docència en diversos programes de mestratge arreu. Les seves publicacions s’han centrat en l’àmbit de les relacions intergovernamentals, federalisme i govern multinivell.
Des de 2016 és directora de l’Àrea de Recerca de l'Institut d'Estudis de l'Autogovern, i és membre de la junta de govern de l'International Association of Centers for Federal Studies.
L'octubre de 2022 fou escollida nova membre numerària a la Secció de Filosofia i Ciències Socials de l'IEC.

## Publicacions destacades
- Políticas públicas y estudios de caso: una guía para la realización de trabajos de análisis paso a paso (Múrcia, 2002)